# Scaphinotus aeneicollis
Scaphinotus aeneicollis is een keversoort uit de familie van de loopkevers (Carabidae). De wetenschappelijke naam van de soort is voor het eerst geldig gepubliceerd in 1903 door William Beutenmüller.
De soort komt voor in de Verenigde Staten. De specimens die Beutenmüller beschreef had hijzelf  verzameld tijdens een van zijn expedities naar de Black Mountains van North Carolina. Ze waren afkomstig uit het dichte woud op de top van de bergen en werden meestal aangetroffen onder losse bast.